# Алхімія
Алхі́мія — це загальна назва систем трансформації людини, що засновані на  метафорі хімічних перетворень та використанні хімічних сполук, а  також спроб отримання дорогоцінних металів, еліксирів, філософського каменю, універсального розчинника, питного золота та інших речовин, які начебто володіють дивовижними властивостями. 

## Вступ

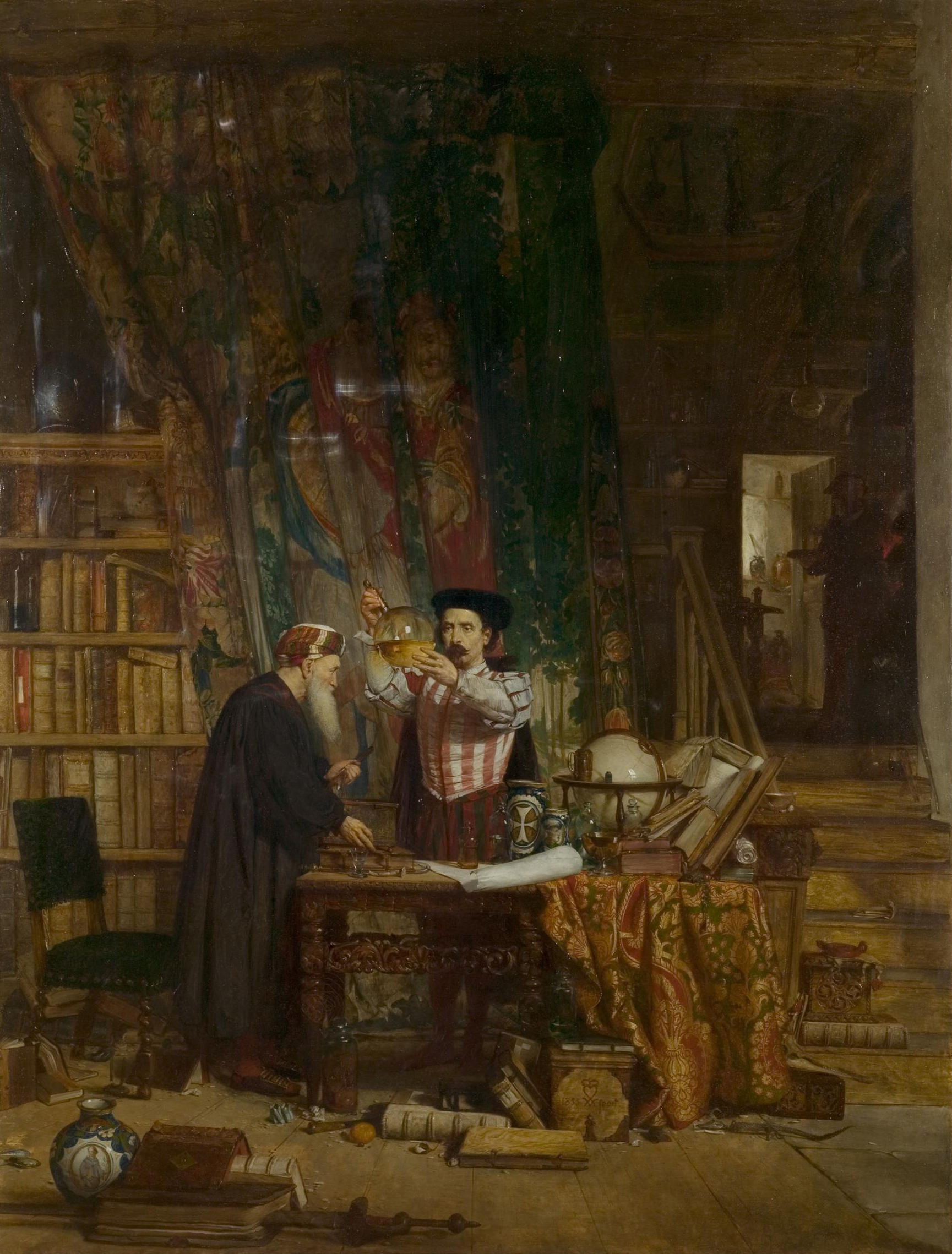
«Алхімік» Вільяма Феттеса Дугласа, 1853 р.

В алхімії людина чи її окремі компоненти (свідомість, дух, душа, тіло, окремі енергії і т. п) розглядаються як субстанції, що мають особливі фізичні та хімічні властивості, і з ними здійснюються певні операції, що описуються мовою хімічних перетворень. Паралельно основній — хімічній — метафорі часто розвиваються інші  символічні ряди.
В історії науки поняття «алхімія» вживається у двох значеннях:
1. рання форма дослідження природи;
2. рання філософська та спіритуальна дисципліна.

В обох випадках відбувається поєднання елементів  хімії,  металургії,  фізики,  медицини,  астрології,  семіотики, містицизму, спіритуалізму та  мистецтва як складових частин єдиної великої сили. Широкого практичного застосування алхімія зазнала у Межиріччі, Стародавньому Єгипті, Персії, Індії та Китаї, а також в Античній Греції та Римі, в мусульманських цивілізаціях та у Європі аж до XIX ст. — у комплексному вивченні разом з філософією у школах, діапазоном за останні 2500 років.
Західна алхімія завжди була ближчою до Герметизму — філософської та спіритуальної системи, коріння якої сягає постаті Гермеса Трісмегіста (Тричі Великого), синкретичного єгипетсько-грецького божества та легендарного алхіміка. Поєднання цих двох дисциплін у західній традиції вплинуло на зародження  Розенкрейцерства, важливого  езотеричного руху сімнадцятого століття. В епоху раннього  Нового часу алхімія еволюціонувала в сучасну хімію.
Пошук благородних металів алхімічним шляхом заклав початки хімічних наук, дав пробірний аналіз руд, виявив властивості багатьох хімічних речовин, мінералів, металургійних сплавів.

## Термін «Алхімія»
Існує декілька версій походження терміна «Алхімія» (латинське alchimia, alchymia)[джерело?]. Одна з них стверджує, що слово виникло від Chymeia — наливання, настоювання. Далекий відголос практики східних лікарів-фармацевтів, що добували соки лікарських рослин. Згідно з іншою думкою, корінь у слові алхімія — khem або kháme, chémi чи chúma, що означає і чорнозем, і свинець, і Чорну країну. Так називали стародавній Єгипет, а з Єгиптом пов'язували мистецтво жерців-знавців руд, металургів, золотих справ майстрів. Також вивчення земних надр (латинське húmus — земля). Інші можливі варіанти: давньогрецьке χυμος — «сік», «есенція», «волога», «смак», давньогрецьке χυμα — «сплав (металів)», «лиття», «потік», давньогрецьке χυμευσις — «змішування», давньогрецьке Χιμαιρα — «Химера». Старокитайське кім означає золото.

## Основні положення алхімії
Усі без винятку алхімічні вчення відрізняються таємничістю та секретністю, що в історії часто давало привід до їх неправильного розуміння. Уявлення про алхімію як про «примітивну хімію», що склалося в науці до кінця XIX ст., було повністю переглянуто у XX ст..
Реальні алхімічні традиції, напевно, сполучають внутрішню роботу з отриманням деяких речовин. Як і всі езотеричні знання, алхімія ґрунтується на постулаті про подібність мікрокосму і макрокосму.

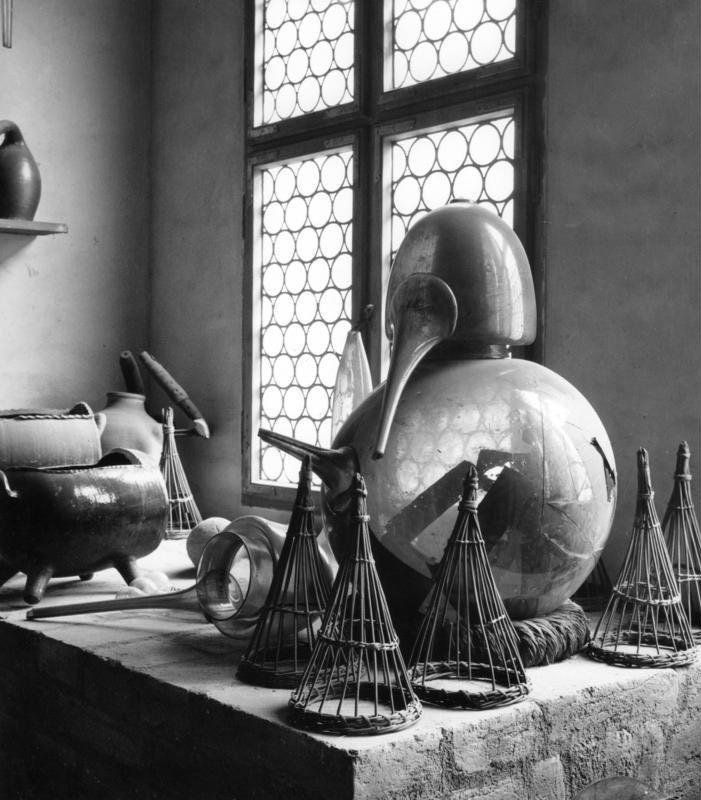
Алембік, частина дистиляційного апарату. Нюрнберг, Німецький національний музей

У всіх алхімічних традиціях виняткову роль має ртуть та її сульфід — кіновар (HgS), які часом навіть дають назву всій алхімічній системі. Наприклад, «расаяна» (один зі змістів — «колісниця ртуті», «вчення ртуті») — індійська алхімічна традиція, «дань»(«цинь») («мистецтво кіноварі») — китайська. У європейській алхімії слово, яке позначає ртуть, збігається з іменем покровителя алхімії —  Меркурія (бога і планети) та її легендарного засновника (Гермеса Трисмегіста). Дієвості алхімічних методів, як вважали найчастіше, потрібне сприятливе розташування небесних тіл, які спостерігали астрологи. Тобто є також очевидним зв'язок між методами алхіміків та астрологів. Крім того, використовується сірка, шість традиційних металів (свинець, залізо, мідь, олово, срібло, золото), сполуки арсену (перш за все ауріпігмент та реальгар), стибій,  селітри, луги та деякі інші неорганічні та органічні сполуки, а в китайській, індійській і тибетській алхімії, крім того, коштовні камені та трави.
У всіх алхімічних системах важливе значення мають ідеї:
1. очищення речовин, що беруть участь у роботі, шляхом прожарювання, переплавлення, амальгамування, дистиляції;
2. священного шлюбу, сполучення чоловічого та жіночого принципів, поєднання протилежностей.

Остання в європейській алхімії має форму «хімічного весілля», «королівського шлюбу», сполучення брата і сестри, Сонця і Місяця, Гермафродита і  Салмакіди, самця і самки різних тварин, в індійській — союз  Шиви і Шакті, в китайській — з'єднання дракона і тигра чи зустрічі Пастуха і Ткачихи (Небесної Діви). Для єгипетсько-греко-арабсько-європейської алхімічної традиції виключно важливу роль має також ідея  смерті (зазвичай у формі вбивства) і воскресіння.
Жодна з алхімічних традицій не описана скільки-небудь повно сучасною наукою. Дослідження знаходяться у початковій стадії, більш чи менш достовірно реконструйовані лише окремі фрагменти алхімічних систем. Ведуться дискусії навіть з основних питань. Це пов'язано перш за все з самим характером алхімічних вчень, що мають практичну спрямованість та передбачають трансформацію самого алхіміка. Основне відкриття дослідників алхімічних систем полягає в тому, що останні не можна правильно зрозуміти без практичного проходження всіх їх стадій самим дослідником. За своєю будовою алхімічні знання становлять дивовижні чарівні світи, сповнені загадок і таємниць. Цілком можливо, що нова інформація змінить наше уявлення про середньовічну алхімію та давні часи загалом.
Не зрозуміло, наскільки подібними є алхімічні системи різних культур і, зокрема, наскільки аналогічними є їх кінцеві результати. Також залишаються відкритими питання про походження алхімічних традицій, існування єдиного їх джерела, взаємні зв'язки та запозичення.
Існує думка про наявність генетичного зв'язку всередині таких груп:
1. платонізм, пізньоантичний гностицизм, християнство, неоплатонізм, зороастризм, маніхейство, каббала, суфізм, елліністична, єгипетсько-елліністична, візантійська, арабська та європейська алхімія;
2. практики  сиддхарів — доарійського населення Індостана, індійська та буддійська тантра, індійська і тибетська алхімія;
3. даосизм, китайська алхімія та алхімічні практики регіону китайського культурного впливу — Японія, Корея, Індокитай.

## Історія алхімії
Алхімія в Європі з моменту свого зародження знаходилась у напівпідпільному стані. Однак європейські правителі, як світські, так і церковні, оголосивши алхімію поза законом, водночас опікувалися нею, розраховуючи на вигоди, які обіцяло знайдення способу отримання золота. Внаслідок цього європейська алхімія початково була вченням, доступним лише небагатьом. Цим пояснюється характерний для європейської алхімії надзвичайно туманний виклад досягнутих результатів.
Багато відкриттів мали сенсаційний характер. У 1602 році чоботар та алхімік Вінченцо Касціароло у горах Болонії знайшов камінь, який був настільки важким, що Касціароло припустив наявність золота у ньому. Намагаючись виділити золото з каменя, алхімік прожарив його з вугіллям і селітрою та відразу ж помітив, що охолоджений продукт світиться в темряві червонуватим кольором. Звістка про це вразила алхіміків, і важкий шпат (барій сульфат) став об'єктом хімічних досліджень. Він отримав низку назв: сонячний камінь, болонський фосфор тощо. У 1774 році було встановлено, що у важкому шпаті міститься особлива «земля». Невідомий раніше метал отримав назву «барій» від грецького слова «важкий».
У середині XVII ст. гамбурзький алхімік Генніг Бранд, у пошуках філософського каменя переганяючи людську сечу, виявив, що при прожарюванні осаду останній світиться у темряві. Це було щось нове та незвичайне. Цей фокус Бранд показував любителям та отримував за це плату, а потім продав свій «секрет» гамбурзькому алхіміку  Іоганну Крафту. Майже сто років існувала «фосфорна спекуляція», оскільки спосіб отримання фосфору тримався усіма в секреті. Тільки у 1743 році німецький хімік Андреас Сигізмунд Маргграф (1709–1782) знайшов досконаліший спосіб отримання фосфору та опублікував його. Після цього почалося вивчення фосфору та його сполук.

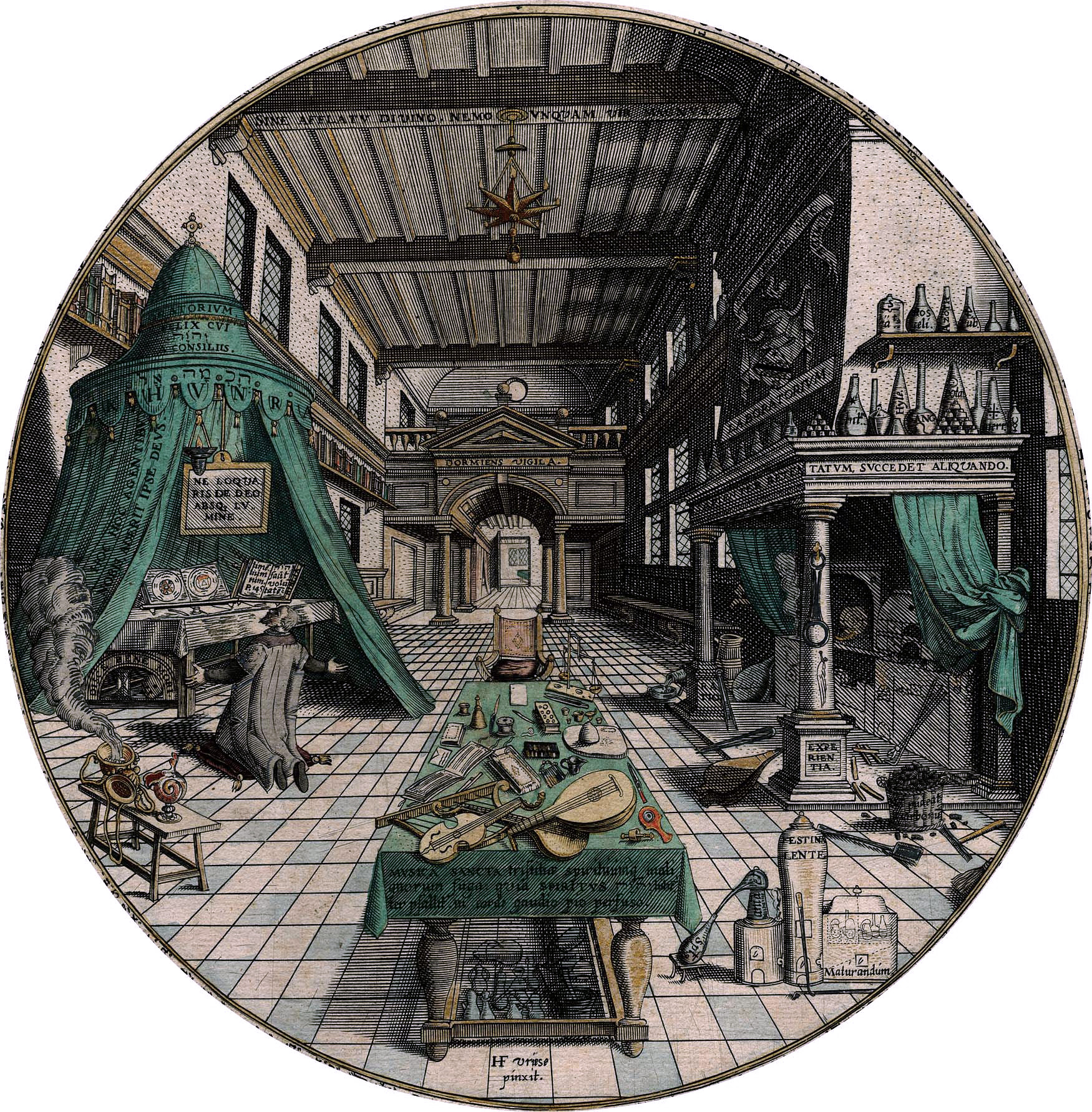
«Лабораторія алхіміка» Ганс Вредеман. Гейнріх Хунрат. «Амфітеатр вічної мудрості» (Гамбург 1595)

До середини XVI століття у європейській алхімії стало очевидним розділення, що швидко посилювалося. З одного боку, це містичний напрям, представники якого, як і раніше, намагались здійснити трансмутацію металів за допомогою магії, з іншого — раціональні течії. Найбільш значущими серед останніх були ятрохімія та технічна хімія, що стали перехідним етапом від класичної алхімії до нової наукової хімії.
Головним результатом алхімічного періоду, окрім накопичення значного запасу знань про речовини, стало становлення емпіричного (дослідного) підходу до вивчення властивостей речовини. Алхіміки розробили ртутно-сірчану теорію (а згодом теорію трьох принципів — ртуті, сірки та солі), що узагальнювала дослідні дані. У цілому алхімічний період оцінюється істориками науки як необхідний перехідний етап між натурфілософією та експериментальним природознавством.
Однак алхімія мала негативні риси, що загнали її розвиток у глухий кут.
По-перше, обмеженість предмета лише  трансмутацією металів: усі алхімічні дії з речовиною були підвладні цій головній меті.
По-друге, містицизм.
По-третє, догматизм теорії — вчення Аристотеля, що лежало в основі ідеї трансмутації, приймалося за істину в останній інстанції без будь-яких пояснень.
Нарешті, одвічно властива алхімії закритість була серйозною перешкодою для розвитку цього вчення.
Алхімія була історично першою дисципліною, що поєднала теорію та експеримент. Протягом майже двох тисячоліть — з часів античності до XVII ст. нашої ери — алхіміки здійснили велику кількість перетворень речовин. З цих експериментів потім виросла наука хімія.
В Росії алхімія не була широко поширеною: до алхіміків не було довіри ні у влади, ні у народу. Замість алхіміків при аптеках та при царському дворі існували алхімісти. Вони готували звичайні ліки та були, по суті, хіміками-лаборантами. Алхімісти отримували та очищували найрізноманітніші речовини, змішували їх за вказівками аптекаря. Разом з аптекарем вони брали участь у аналізі та експертизі («надкушуванні») нових ліків. У XVIII ст. назва професії «алхіміст» поступово заміняється на «хімік».
Інтерес до алхімії не зник остаточно і в наш час. Значна частина сучасних прихильників окультизму та езотеричних учень продовжує займатись алхімією і на початку третього тисячоліття, хоча, звісно, без видимого успіху. Крім того, алхімія продовжує викликати інтерес і в досить широкого загалу людей. Як форма знання вона і далі активно взаємодіє в наш час з іншими формами альтернативного щодо науки знання і, напевно, буде досить активно взаємодіяти з ними в найближчому майбутньому.
В травні 2025 року алхімічна теорія про трансмутацію елементів була реалізована на практиці у Великому адронному  колайдері (LHC). Зокрема, вчені CERN за допомогою детектора ALICE, перетворили свинець у золото, довівши реальність алхімічної трансформації. Ключовим механізмом стала електромагнітна дисоціація, при якій фотон, влучаючи в ядро, «збуджує коливання його структури, що призводить до викиду нейтронів і протонів», — пояснили вчені CERN. Видалення трьох протонів із ядра свинцю (Pb, 82 протони) призводить до формування атома золота (Au, 79 протонів), що підтверджується реєстрацією таких подій за допомогою калориметрів нульового градуса. Результати дослідження вперше зафіксували реальне утворення золота в умовах LHC в кількості 29 пікограмів, але цього було достатньо, щоб підтвердити механізм трансмутації елементів.

### Алхімія в Україні
В ряді робіт показано вкорінення феномена алхімії та супутнього езотеричного знання на теренах ранньомодерної України.

## Алхіміки

«Алхімік». Картина Ньюелла Конверса Ваєта, 1937 р.

Першим знаменитим європейським алхіміком став монах-домініканець Альберт фон Больштедт (1193—1280), відоміший як Альберт Великий (Albertus Magnus). Праці Альберта Великого («Книга про алхімію», «Про метали і мінерали», «Алхімічний свод» та інші) відіграли важливу роль у тому, що натурфілософія Аристотеля стала найважливішою для європейських вчених пізнього середньовіччя та початку Нового Часу. Альберт Великий першим з європейських алхіміків детально описав властивості миш'яку, і  тому йому часто приписують відкриття цієї речовини. Альберт Великий мав думку про те, що метали складаються з ртуті, сірки, миш'яку та нашатирю.
Сучасником Альберта Великого був англійський монах-францисканець Роджер Бекон (1214—1292). Він написав, зокрема, знамениті трактати «Дзеркало алхімії» та «Могутність алхімії». У трактатах дається детальний опис природи металів з точки зору ртутно-сірчаної теорії. Роджер Бекон визначав алхімію наступним чином: «Алхімія є наука, що вказує, як приготувати і отримати засіб, еліксир, який, якщо його кинути на метал чи недосконалу речовину, робить їх досконалими у момент дотику».
У працях Альберта Великого та Роджера Бекона, як і у працях арабських алхіміків, частка містицизму була порівняно невеликою. У той же час для європейської алхімії в цілому містичні елементи є значно характернішими, ніж для арабської.
До основоположників містичних течій часто відносять іспанського лікаря Арнальдо (Арнольда) з Вілланови (1240—1313) і Раймунда Луллія (1235—1313). Їх праці («Заповіт, що викладає у двох книгах всезагальне хімічне мистецтво» Раймунда Луллія, «Розарій філософів» Арнольда з Вілланови та інші) також були присвячені трансмутації (Луллій навіть стверджував, що йому нібито вдалося отримати філософський камінь та золото), причому особливий наголос робився на магічних операціях, необхідних для отримання бажаних результатів.
До алхіміків можна віднести великого англійського фізика і математика Ісаака Ньютона (1643—1727). Він віддав пошукам філософського каменя та універсального розчинника багато часу і сил. Але Ньютона цікавили не скільки способи отримання золота, скільки вивчення перетворень речовин.
Не менш відомий сучасник Ньютона Роберт Бойль, автор трактату «Хімік-скептик» та один із засновників наукової хімії, також не був чужим алхімічній традиції. Його перу ймовірно належить цікавий алхімічний трактат «Про деградацію золота», де описано «Анти-Еліксир» — протилежність філософського каменя, що здійснює трансмутацію металів у зворотному напрямку.